# Топографическая диаграмма
Топографическая диаграмма — диаграмма комплексных потенциалов точек цепей, нанесённых на комплексную плоскость. Потенциал одной из точек цепи принимается равным нулю, и рассчитываются комплексы потенциалов всех остальных точек. Полученные комплексы потенциалов наносятся на комплексную плоскость и полученные точки соединяются отрезками прямых в соответствии со схемой.
Напряжение на выводах цепи переменного тока или на любом из её участков можно выразить комплексным числом — комплексным напряжением и изобразить на комплексной плоскости вектором. Напряжение между двумя точками электрической цепи представляет собой разность потенциалов между этими точками. Следовательно, потенциалы отдельных точек цепи также можно представить комплексами — комплексными потенциалами и изображать соответствующими векторами. Напряжение между двумя точками электрической цепи представляет собой разность потенциалов между этими точками. Следовательно, потенциалы отдельных точек цепи также можно представить комплексами — комплексными потенциалами и изображать соответствующими векторами.

## Построение топографической диаграммы
При построении топографической диаграммы потенциал одной из точек цепи принимают равным нулю и на диаграмме точку нулевого потенциала совмещают с началом координат.
Вектор, направленный от точки к точке, соединяющий их Изображает напряжение на выходах цепи.